# Stafafell
Stafafell är ett berg i republiken Island.   Det ligger i regionen Austurland, i den östra delen av landet, 300 km öster om huvudstaden Reykjavík. Toppen på Stafafell är 36 meter över havet.
Terrängen runt Stafafell är varierad.  Det finns inga samhällen i närheten. 